# عادل جمجوم
عادل جمجوم محامي سعودي ورئيس نادي الاتحاد السابق خلفًا للرئيس السابق محمد الفايز وكان رئيس النادي بين عامي 2013-2014 بالتكليف.

## حياته المبكره
عادل محمد رشيد جمجوم يعتبر من اسره اتحادية عريقة حاصل على ماجستير قانون بالكلية الأمريكية وبكالوريوس قانون من جامعة الملك عبد العزيز ويعتبر مستشار قضائي بالمحكمة حاليا وسبق له الاشراف على كرة السلة بنادي الاتحاد وحقق الاتحاد 3 بطولات محلية وكأس اسيا كاول انجاز في تاريخ المملكة في كرة السلة وكان قبلها قد عمل بالعلاقات العامة بالنادي.